# Čužie pis'ma
Čužie pis'ma (Чужие письма) è un film del 1975 diretto da Il'ja Aleksandrovič Averbach.

## Trama
Il film racconta di un'insegnante di matematica, che porta il suo studente dalla sua famiglia, che di conseguenza inizia a sentirsi un'amante a casa sua.